# Zeffiro Furiassi
Zeffiro Furiassi (ur. 19 stycznia 1923 w Pesaro, zm. 14 listopada 1978) – włoski piłkarz. Zeffiro Furiasi występował w Pesaro, Carpi, Biellese, ACF Fiorentina i S.S. Lazio. Piłkarz ten wystąpił również na MŚ-1950 z reprezentacją Włoch. Potem pracował jako trener, prowadząc m.in. takie kluby jak Fermana, Forlì, Savona, Carrarese, Perugia, L’Aquila i Taranto.